# Emancipation Oak

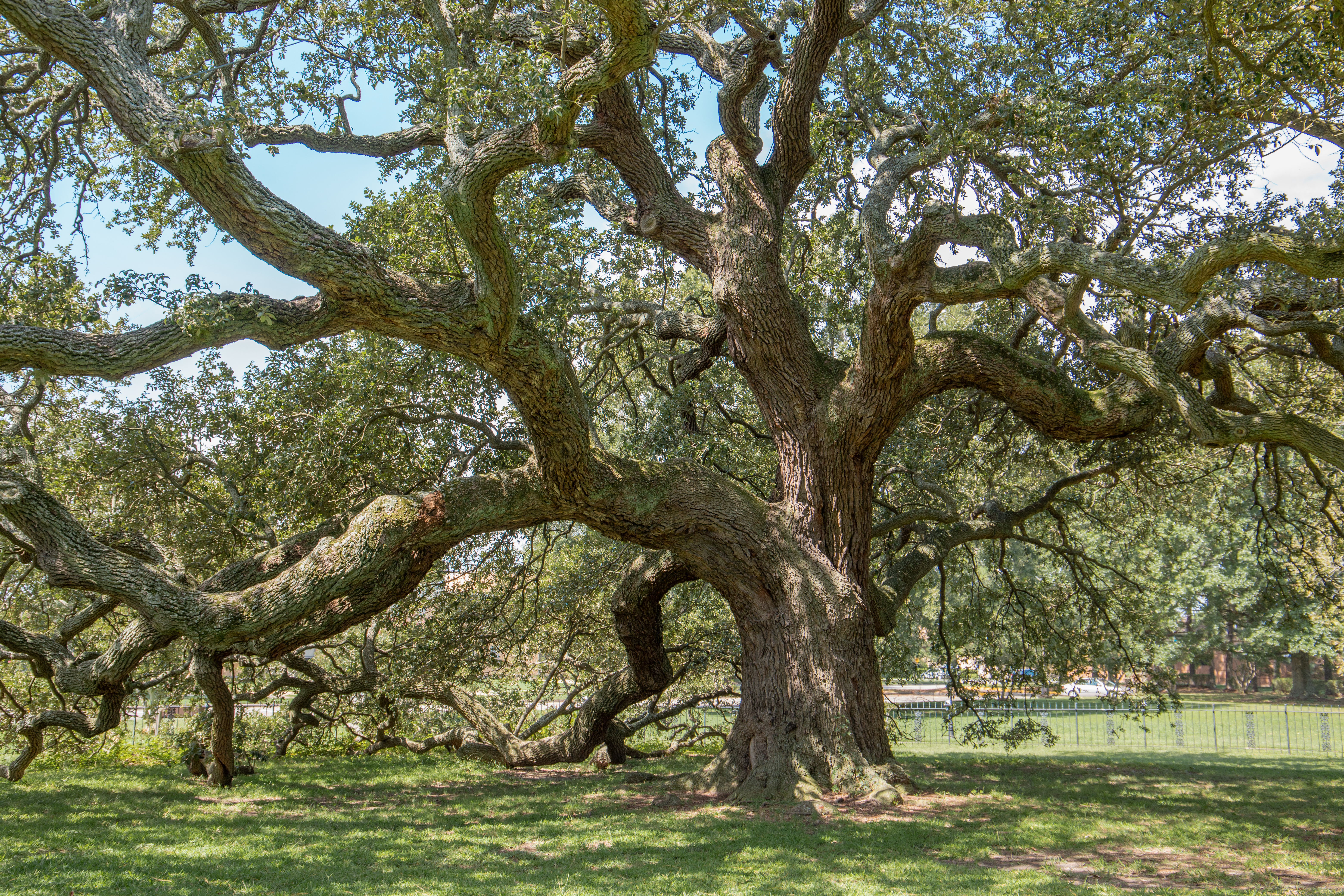
Baumkrone der Emancipation Oak.

Die Emancipation Oak (dt.: „Emanzipations-Eiche“) ist ein historischer Baum auf dem Campus der Hampton University in der heutigen City of Hampton, Virginia, in den Vereinigten Staaten. Die große breitkronige Eiche, eine Southern Live Oak (Quercus virginiana), hat einen Kronen-Durchmesser von 98 ft (30 m). Die Zweige steigen fast genauso weit in die Höhe, wie sie in die Breite gehen. Die Eiche wurde von der National Geographic Society als einer der 10 Great Trees of the World ausgezeichnet und gehört zum National-Historic-Landmark-Distrikt der Hampton University. Der Stammumfang in 60 cm Höhe beträgt 7,31 m (2017). Seine Höhe beträgt 17,70 m. Er wurde um das Jahr 1540 ± 50 gepflanzt.

## Geschichte
Während des Amerikanischen Bürgerkriegs (1861–1865), hielten die Truppen der Union das nahegelegene Fort Monroe und in der Folge wurde es ein Zufluchtsort für geflohene, Asyl suchende African American-Sklaven. Die Armee definierte sie als Contraband um zu verhindern, dass sie an die Sklavenhalter zurückgegeben werden mussten. Vor dem Bürgerkrieg und nach der Sklavenrebellion unter Nat Turner 1831, hatte Virginia seine Gesetze geändert um zu verhindern, dass Sklaven eine Bildung erhielten.
Im November 1861 bat die American Missionary Association, die ihre Aktivitäten verstärkte, um zahlreiche Bildungsinstitutionen im Süden zu gründen, Mary Smith Peake (1823–1862) die Kinder der Freedmen im „Contraband Camp“ von Fort Monroe zu unterrichten. Man sagt, dass sie es war, die zuerst ihre Klassen im Freien, unter dem Baum, unterrichtete. Peake war die erste schwarze Lehrerin der AMA. Peakes Heim war 3 Meilen von dem Schutzraum um Fort Monroe entfernt, aber ihr Unterricht zog auch nachts noch Erwachsene an. Bald stellte die AMA das Brown Cottage für ihren Unterricht zur Verfügung. Sie unterrichtete bis zu 50 Kinder tagsüber und bis zu 20 Erwachsene Nachts.
1863 versammelte sich die Black Community der Virginia Peninsula unter der Eiche um die erste Verlesung der Emancipation Proclamation von Präsident Abraham Lincoln im Süden zu hören. Daraufhin erhielt sie den Spitznamen „Emancipation Oak“.
Nach Ende der Feindseligkeiten wurde an der Stelle eine Schule gegründet. 1868 eröffnete General Samuel C. Armstrong in Zusammenarbeit mit der American Missionary Association das Hampton Normal and Agricultural Institute, eine Land grant School. Von 1872 bis 1875 war einer der Studenten Booker T. Washington, der Sohn eines Freedman. Er wurde ein berühmter Pädagoge und gründete 1881 das Tuskegee Institute in Alabama. Anfang des 20. Jahrhunderts wiederum wurden von dort aus in Zusammenarbeit mit dem Philanthropen Julius Rosenwald von Washington und den Mitarbeitern des Tuskegee Institute dutzende ländlicher Schulen für afroamerikanische Kinder in den Südstaaten gegründet.
Aus dem Hampton Normal and Agricultural Institute wurde 1930 das Hampton Institute. 1984 erhielt es Universitätsstatus als Hampton University. Es ist eine von Virginias bedeutenden Institutionen für höhere Bildung. Auch heute noch steht die Emancipation Oak als Symbol und Inspiration für die Studenten und Professoren. Die Eiche diente unter anderem auch als Werbeträger für die Feierlichkeiten zum 140-jährigen Jubiläum der Emanzipationsproklamation.